# Tomás Burbano Ordóñez
Tomás Avelino Burbano Ordóñez (Ipiales, Nariño, 1 de junio de 1919-Medellín, 9 de abril de 2001) fue un saxofonista, compositor y arreglista colombiano.

## Reseña biográfica
Nació en Ipiales (Nariño) el 1 de junio de 1919, hijo de Teófilo Monedero, compositor, arreglista y director de bandas de música y Rosa Elena Ordóñez, quien tocaba piano, tiple y guitarra. Sus padres dieron a su hijo Tomás las primeras lecciones musicales con cierto recelo, ya que su padre no quiso que fuera músico.
Terminó su bachillerato en el colegio de los hermanos maristas de la ciudad de Ipiales y en 1935 se traslada a Ecuador e ingresa al conservatorio de Quito, donde adelanta estudios musicales de Armonía, contrapunto, instrumentación e historia de la música, además de estudiar saxofón y clarinete. Viaja por algunas ciudades de Ecuador, Panamá y Colombia, llegando a la ciudad de Cali en 1950, donde integra la Banda Sinfónica de la ciudad tocando el saxofón Alto.
Contrajo matrimonio con Consuelo Patiño en 1944 y tuvieron seis hijos: Edgar, Tomas, Ivonne, Harold , Freddy y Julio César.
Perteneció a diversas orquestas tropicales como Orquesta de Lucho Bermúdez y La Italian Jazz, tocó y dirigió por ocho años diferentes agrupaciones que pasaron por el Hotel Nutibara de Medellín y se desempeñó como director artístico en las disqueras de la ciudad y el país como Discos Ondina, Codiscos, Sonolux, Discos Fuentes y Discos Chávez, donde conforma agrupaciones como Orquesta de Tomás Burbano – Mariachi de Tomás Burbano – La Sonora Burbano, Conjunto Típico de Tomás Burbano, Los Caballeros del Ritmo, Orquesta Nubes Verdes, entre otras. En este campo deja trabajos importantes como: Fiesta en el patio volúmenes I, II, III, De ti me acuerdo con el maestro Gabriel Uribe y los himnos de algunos departamentos, municipios y algunas instituciones del país.
Compuso y realizó arreglos musicales para reconocidos artistas como Helenita Vargas, Carlos Julio Ramírez, Trío Martino, Rómulo Caycedo, Julio Jaramillo, Alba del Castillo, Lucho Ramírez, Gabriel Romero, Oscar Santana, Las Trigueñitas, Leonor Gonzalez Mina, entre otros. Además, tiene reconocidas canciones como Rica la miel, Ron y aguardiente, Aguacero, Murallas de Rencor, entre muchas otras. 
Se le atribuye ser el creador del célebre género musical de Nariño el son sureño[cita requerida] En 1955, el maestro ingresa a la Banda departamental (Banda Sinfónica de la Universidad de Antioquia) bajo la batuta del maestro Joseph Matza, interpretando el saxofón tenor y posteriormente tomó el cargo de músico mayor hoy conocido como cargo de subdirector, y deja allí buena parte de su inspiración como compositor y arreglista.
Fue asesor y arreglista de diferentes grupos de cámara y de algunas estudiantinas de la ciudad de Medellín. Sus últimos años los dedicó a las composiciones y organización del Grupo Filarmónico Acordes, ensamble de cuerdas conformado por su compañera sentimental Lia Isabel Sanchez y amigos, con el que quisieron seguir haciendo música y estuvieron presentes en importantes escenarios musicales del país.
Su música ha sido interpretada por conocidas instituciones musicales de Colombia especialmente de Medellín, como la Orquesta Sinfónica de Antioquia, Banda Sinfónica de la Universidad de Antioquia, Orquesta Filarmónica de Medellín, Orquesta Filarmónica de Bogotá y algunas orquestas sinfónicas del exterior. Tomás Burbano Ordóñez muere el 9 de abril de 2001 en la ciudad de Medellín. Ante este acontecimiento y por sus años de labor como saxofonista y subdirector, la Banda Sinfónica de la Universidad de Antioquia le rinde homenaje en la Retreta dominical realizada en el Parque Bolívar el 6 de mayo de 2001, interpretando parte de sus composiciones y arreglos para la agrupación.
En 2020 se realizó la publicación de la cartilla "Reminiscencias: Tomás Burbano en la Música Regional de Antioquia", la cual contiene además de una biografía, fotografías y anécdotas de su vida personal, profesional y la publicación de cuatro de sus composiciones: "Medellín" - "El Gran Paisa de Amagá" para formato de Banda Sinfónica y "Río Claro" - "Estrenando Tiple" para formato de Cuerdas Andinas. Este trabajo se logra gracias a la investigación de los músicos Luis Eduardo Cárdenas Argáez y Natalia Múnera Vásquez y el patrocinio del Instituto de Cultura y Patrimonio de Antioquia (Palacio de la Cultura Rafael Uribe Uribe)

## Reconocimientos
- Mención honorífica en el concurso de composición de banda sinfónica, de la Secretaría de dirección de extensión cultural del departamento de Antioquia.
- 8.º puesto en el "segundo festival latinoamericano de la canción" realizado en la ciudad de Miami, Lucho Ramírez como intérprete y Tomás Burbano como compositor del bolero Fallo Injusto.
- Mención de honor a su obra “Puro café” en el Gran concurso de música colombiana de la Beneficencia de Antioquia y Lotería de Medellín.
- Mención especial por su valiosa y eficaz colaboración en los programas culturales de la dirección de extensión cultural del departamento de Antioquia
- 2.º puesto como compositor y arreglista en el Concurso Nacional de Música organizado por Colcultura con su obra Minifantasía Romántica (1983)
- 1.º puesto en el Primer Concurso de Composición Carlos Vieco Ortiz con la obra Estrenando tiple, escrita para formato de cuerdas andinas (1991).
- 10 años de labor en el grupo filarmónico Acordes, homenaje en el Centro musical “Trío América” (2000).
- Reconocimiento a su aporte por la composición del Himno a Frontino (1994).
- Reconocimiento en el II Y X encuentro nacional de Bandas de música en el Retiro (Antioquia).

## Composiciones musicales para banda sinfónica
| Nombre                 | Género                                | Nota |
| ---------------------- | ------------------------------------- | --- |
| MEDELLíN               | Pasillo                               | Dedicado a la ciudad de Medellín, en agradecimiento a la ciudad que lo acogió por casi cinco décadas.                                                      |
| EL GRAN PAISA DE AMAGÁ | Bambuco                               | Dedicado al expresidente colombiano Belisario Betancur |
| RIO CLARO              | Bambuco                               | Composición inspirada en Río Claro, un reserva natural ubicado en el municipio de San Francisco - Antioquia (Autopista Medellín - Bogotá, km 154)          |
| ESTRENANDO TIPLE       | Bambuco                               | Dedicado a la tiplista del Grupo Filarmónico Acordes Dña Inés de Piedrahíta (QEPD), el arreglo para Banda Sinfónica es del maestro Alfredo Mejía Vallejo.  |
| PAOLA ANDREA           | Ritmos colombianos (Pasillo - Joropo) | Dedicado a su querida nieta Paola Andrea Urrego Burbano.                                                                                                   |
| PLAZA DE LA MACARENA   | Pasodoble                             | Este pasodoble también se conoce con el nombre de Hernan Alonso en honor a este torero, en 1989 el maestro Burbano le cambia el nombre por el actual.      |
| FERIA DE LA CANDELARIA | Pasodoble                             | Composición en conjunto con Roberto Cardona Arias, un Pasodoble cantado por el grupo Los Madrileños y grabado en 1973 por la empresa discográfica Sonolux. |
| SAUDADE                | Danza estilizada                      | |

## Composiciones y arreglos musicales para Orquesta Sinfónica
| Nombre                 | Género                    | Nota |
| ---------------------- | ------------------------- | --- |
| MEDELLíN               | Pasillo                   | Dedicado a la ciudad de Medellín, en agradecimiento a la ciudad que lo acogió por casi cinco décadas. |
| MINIFANTASIA ROMANTICA | Guabina - Danza - Pasillo | La “Minifantasía Romántica” es una obra concebida tanto para orquesta sinfónica como para banda sinfónica. El propósito del compositor consistió en elaborar temas de su inspiración sobre Aires populares de Colombia, sin discontinuidad entre los trozos, de tal manera que el ropaje sinfónico enaltezca esos Aires y les otorguen nuevas dimensiones. También titulada como "La Romántica" fue compuesta en dedicatoria a Lía Isabel Sánchez, quien fue intérprete de bandola en el Grupo Filarmónico Acordes y su compañera sentimental por casi 20 años. |
| MARINILLA              | Pasillo                   | El compositor de este pasillo es Alfonso Arbeláez, el arreglista fue el maestro Tomás Burbano Ordóñez |

## Composiciones para grupo de cuerdas andinas
Las obras que compuso y/o adaptó el maestro Burbano, fueron escritas propiamente para el GRUPO FILARMÓNICO ACORDES, el cual tenía el siguiente formato: 
Guitarra - Tiple - Bandola - Voces masculina y femenina - Percusión menor (Tambora - Maracas - Palo de agua - Maracones).
| Nombre                 | Género          | Nota |
| ---------------------- | --------------- | --- |
| CANTO A LA VIDA        | Pasillo Canción | Dedicado a Lía Isabel Sánchez, quien fue intérprete de bandola en el Grupo Filarmónico Acordes y su compañera sentimental por casi 20 años.       |
| CANTO A LOS EMIGRANTES | Pasillo-Bambuco | Dedicado a su hijo primogénito, el maestro Edgar Burbano Patiño, gran saxofonista quien emigró a los Estados Unidos en los años 60s.              |
| EL GRAN PAISA DE AMAGÁ | Bambuco         | Dedicado al expresidente colombiano Belisario Betancur                                                                                            |
| EL PORDIOSERO          | Bolero          | |
| ESTRENANDO TIPLE       | Bambuco         | Dedicado a la tiplista del Grupo Filarmónico Acordes Dña Inés de Piedrahíta (QEPD)                                                                |
| MEDELLíN               | Pasillo         | Dedicado a la ciudad de Medellín, en agradecimiento a la ciudad que lo acogió por casi cinco décadas.                                             |
| NUNCA ME DIGAS ADIÓS   | Joropo          | |
| PORFIADO RECUERDO      | Pasillo Canción | |
| RIO CLARO              |                 | Composición inspirada en Río Claro, un reserva natural ubicado en el municipio de San Francisco - Antioquia (Autopista Medellín - Bogotá, km 154) |
| ROMÁNTICO DESTINO      | Vals            | |
| SIN VACILACIÓN         | Balada          | |
| SONSUREÑO              | Sonsureño       | Se le atribuye al maestro Tomás Burbano ser el creador del célebre género musical de Nariño, el son sureño                                        |

## Discografía
Su obra comprende composiciones para orquestas tropicales, banda sinfónica, orquesta sinfónica y varias composiciones y arreglos para el formato de cuerdas andinas.
- Acuerdate de Mi (Cumbia)
- Aguacerito (Merengue)
- Agüita de Mejorana (Merengue)
- Amor para ti (Merecumbé)
- Corazón Marinero (Plena)
- Cumbia Cale (Cumbia)
- Cumbia Panamericana (Cumbia)
- El Cartero (Merengue)
- El Cuyanguillo (Porro)
- El Mismo Dolor
- El Negro Cocinero (Merengue)
- El Pordiosero (Bolero)
- En San Felipe (Cumbia)
- Estoy Sudando (Gaita)
- Federalista (Pasillo)
- Graciela (Vals)
- Ivonne (Gaita)
- La Espina (Porro)
- La gaita del Pato (Gaita)
- Marina (Bambuco)
- Murallas de Rencor (Bolero)
- Nunca me Digas Adiós (Joropo)
- Porfiado Recuerdo (Pasillo)
- Rica la Caña (Cumbia)
- Ron y Aguardiente (Porro)
- Sin Vacilación (Balada)
- Sonsureño (Sonsureño)
- Un Nuevo Amananecer (Porro Paseo)
- Y de la Guayaba que? (Gaita)